# Eusandalum usingeri
Eusandalum usingeri är en stekelart som beskrevs av Yoshimoto och Ishii 1965. Eusandalum usingeri ingår i släktet Eusandalum och familjen hoppglanssteklar.
Artens utbredningsområde är Guam. Inga underarter finns listade i Catalogue of Life.